# Matt Davies
Matt Davies es el cantante principal y compositor de Funeral For A Friend. Nació el 14 de octubre de 1979 en Maesteg, Gales.
A pesar del apellido y la creencia popular, Matt no guarda ningún parentesco con su excompañero de banda, el bajista Gareth Davies.
Tuvo un proyecto paralelo a Funeral For A Friend, una banda con influencias folk y country llamada The Secret Show, con quien grabó un disco llamado Impressionist Road Map Of The West.
- Datos: Q5617794